# Dorothy Poynton-Hill
Dorothy Poynton-Hill, född 17 juli 1915 i Salt Lake City i Utah, död 18 maj 1995 i Riverside i Kalifornien, var en amerikansk simhoppare.
Hon blev olympisk guldmedaljör i höga hopp vid sommarspelen 1932 i Los Angeles.